# Солёная (приток Каратыша)
Солёная — река на Украине, в границах Никольского района Донецкой области. Левый приток реки Берда. Имеет два притока: левая и правая балки, впадающих в Солёную в селе Боевом.

## Описание
Длина реки 12 км, площадь бассейна 70,4 км². Долина трапециевидная. Пойма маловыразительная. Русло умеренно-извилистое. Средний уклон реки 6,1 м/км. Питание преимущественно снеговое и дождевое. Ледостав неустойчивый (с декабря по конец февраля). Сток урегулирован ставками. Используется для технического водоснабжения и орошения. Осуществляется укрепление берегов во избежание эрозии.

## Расположение
Солёная берёт начало за селом Малиновка, в лесном заказнике местного значения «Азовская дача». Течёт преимущественно на запад. Впадает в Каратыш к западу от села Боевое.